# Ara Darzi
Ara Warkes Darzi, (en arménien : Արա Վարդգես Դարզի; né le 7 mai 1960) est un chirurgien, universitaire et homme politique irako-britannique d'origine arménienne.
Lord Darzi est un chirurgien universitaire et titulaire de la chaire de chirurgie Paul Hamlyn à l'Imperial College de Londres, spécialisé dans le domaine de la chirurgie mini-invasive et assistée par robot, ayant été le pionnier de nombreuses nouvelles techniques et technologies. Il s'est fortement identifié à essayer de changer le National Health Service (NHS) en Angleterre et est reconnu internationalement comme un défenseur de l'application de réformes innovantes aux systèmes de santé à l'échelle mondiale,,,,,,.
Jusqu'en juillet 2019, Darzi siège en tant que membre travailliste de la Chambre des Lords, mais siège maintenant en tant que pair indépendant en raison de l'antisémitisme au sein du Labour .

## Jeunesse et famille
Darzi est né à Bagdad, en Irak de parents arméniens déplacés par le génocide arménien de 1915 . Sa famille a vécu à Erzurum, Empire ottoman (aujourd'hui Turquie). Ses arrière-grands-parents paternels, Tatyos et Elbiz Shiroian, ont une fille et quatre fils. Elbiz et sa fille, Arevalous (la grand-mère de Darzi), sont les seules survivantes du génocide. Ils ont fui à pied vers le nord de l'Irak avec l'aide d'un ami de Tatyos. Le père de Darzi est né à Mossoul et sa mère est née à Bagdad .
Darzi parle couramment l'arménien et est enfant de chœur pour l'Église apostolique arménienne, ayant grandi à Bagdad . Il est diplômé du Collège de Bagdad, mais la situation en Irak à la fin des années 1970 le conduit à l'émigration avec sa famille. A 17 ans, il s'installe en Irlande pour étudier la médecine  tandis que ses parents et sa sœur s'installent finalement à Londres.
Il étudie la médecine au Collège royal de chirurgie en Irlande, obtenant les diplômes de LRCP&SI MB BCh BAO en 1984, puis obtient le diplôme de troisième cycle de MD au Trinity College de Dublin. Il quitte l'Irlande pour le Royaume-Uni en 1990 pour poursuivre sa carrière en chirurgie. En 1991, il est nommé chirurgien consultant à l'hôpital Central Middlesex à l'âge de 31 ans, puis travaille à St Mary's Hospital en 1994.
Sa femme, Wendy, est irlandaise. Ils ont deux enfants, Freddie et Nina.

## Carrière médicale
Darzi rejoint l'Imperial College de Londres en 1994, obtenant son poste de professeur en 1996 et est chef de département en 1998. Darzi est titulaire de la chaire de chirurgie Paul Hamlyn à l'Imperial College de Londres et à l'Institute of Cancer Research. Il est également chirurgien consultant honoraire au St Mary's Hospital et au Royal Marsden Hospital. Il occupe de nombreux postes administratifs supérieurs au sein de la faculté de médecine de l'Imperial College, du Conseil de recherche, du comité de rédaction de revues scientifiques et des collèges royaux de médecine.
Darzi ayant fait ses études en Irlande, et obtenu un doctorat en médecine du Trinity College Dublin, il est membre de pratiquement tous les Collèges royaux de chirurgie des îles britanniques (Irlande FRCSI, Angleterre FRCS et les deux Scottish Colleges FRCSEd, FRCPSG). Il est également membre de l'American College of Surgeons et est élu membre de l'Académie des sciences médicales, membre honoraire de l'Académie royale d'ingénierie et plus récemment associé étranger de l'Institute of Medicine. De 2005 à 2008, il est président du Bath Institute of Medical Engineering (BIME). En décembre 2008, il reçoit un diplôme honorifique (Doctor of Engineering) de l'Université de Bath. En 2010, il est nommé membre du Royal College of Physicians, membre honoraire du Royal College of Physicians of Ireland et membre honoraire du National Institute of Clinical Excellence.
Il s'intéresse à la chirurgie mini-invasive et aux technologies connexes dans lesquelles lui et son équipe sont internationalement reconnus. Il dirige une équipe de chercheurs couvrant un large éventail de sujets de recherche en ingénierie et en sciences fondamentales, notamment l'informatique médicale, le génie biomédical, la sécurité clinique, l'enseignement et la formation en chirurgie aux niveaux post-universitaire et universitaire et en robotique. Il a publié plus de 800 articles à comité de lecture  et écrit, co-écrit ou édité plusieurs livres ,,,.
Ce travail reçoit une reconnaissance internationale, notamment le prix anniversaire de la Reine pour l'excellence dans l'enseignement supérieur et complémentaire 2001, le Prix Hamdan pour l'excellence en recherche médicale en 2004 . En 2006, Darzi et son service reçoivent le prix d'excellence en recherche du recteur pour leurs travaux sur les robots chirurgicaux.
Le 2 mai 2013, Lord Darzi est élu membre de la Royal Society .
Darzi est un fervent défenseur de l'accès aux dossiers des patients, affirmant que les patients et les soignants intéressés, en particulier ceux habitués à l'autogestion de leur état, devraient prendre l'initiative de créer des applications et d'autres moyens d'accéder aux dossiers adaptés aux besoins des groupes de patients.

## Carrière politique
En décembre 2006, le NHS London demande à Darzi de «développer une stratégie pour répondre aux besoins de santé des Londoniens au cours des cinq à dix prochaines années». Son rapport Healthcare for London : A Framework for Action est publié le 11 juillet 2007 . Largement mis en œuvre, il recommande le développement de centres universitaires des sciences de la santé et l'introduction de plus de services primaires en un seul endroit : les polycliniques. Le plan de transfert des soins des hôpitaux vers les polycliniques dirigées par des médecins généralistes n'a pas abouti. Cependant, son appel à la centralisation des services de traumatologie, d'AVC aigu et de crise cardiaque dans des unités spécialisées a réussi et est largement copié .
Il est également conseiller national en chirurgie au ministère de la Santé. Le rapport de Darzi dans ce poste « Des scies et des scalpels aux lasers et aux robots : cas clinique pour le changement » (avril 2007) plaide en faveur d'un changement dans la façon dont la chirurgie est organisée pour maximiser les avantages pour les patients .
Le 29 juin 2007, Darzi est nommé sous-secrétaire d'État parlementaire au ministère de la Santé de la Chambre des lords au ministère de la Santé par le Premier ministre Gordon Brown. Il est élevé à la pairie le 12 juillet 2007 en tant que baron Darzi de Denham, de Gerrards Cross dans le comté de Buckinghamshire.
Darzi est chargé de diriger un examen national pour planifier l'avenir du NHS sur une décennie, relevant du Premier ministre, du chancelier et du secrétaire d'État à la Santé en juin 2008. Il coopère avec le ministère de la Santé pour entreprendre la « NHS Next Stage Review ».
En juin 2009, Darzi est nommé membre du Conseil privé . En juillet 2009, Darzi quitte son poste de sous-secrétaire d'État parlementaire. Le Premier ministre salue sa « contribution exceptionnelle » .
Depuis 2018, Darzi dirige l'Accelerated Access Collaborative du National Health Service .
Darzi quitte le groupe travailliste le 9 juillet 2019 pour siéger en tant qu'indépendant, invoquant la tolérance présumée de l'antisémitisme par la direction du parti .

## Santé mondiale et innovation
Après juillet 2009, Lord Darzi reprend son travail clinique et universitaire et élargit son implication dans les questions de santé mondiale. En juin 2010, il est nommé président de l'Institute for Global Health Innovation de l'Imperial College, un organisme dédié à l'amélioration des soins de santé dans le monde et à la réduction des inégalités de santé dans les pays développés et en développement.
En novembre 2010, sous David Cameron, Darzi devient ambassadeur mondial du Royaume-Uni pour la santé et les sciences de la vie, jusqu'en 2012 . En 2012, l'Institute of Global Health Innovation (IGHI) organise le premier Sommet mondial sur les politiques de santé à Londres, pendant les Jeux olympiques de 2012 à Londres. Cet événement réunit des leaders mondiaux de la santé, des universitaires et l'industrie pour débattre de sujets clés sur la santé mondiale et comprenait un discours d'ouverture du Premier ministre David Cameron.
En septembre 2013, Darzi est nommé par le maire de Londres Boris Johnson pour diriger un examen de la santé, du bien-être et des services à Londres. La Commission de la santé de Londres, qui publie un rapport en octobre 2014, propose les mesures les plus strictes observées au Royaume-Uni pour lutter contre "l'urgence liée à l'obésité" des enfants .
Toujours en 2013, Lord Darzi accueille le Sommet mondial de l'innovation pour la santé à Doha, au Qatar, sous le patronage de Sheikha Moza bint Nasser al Missned et de la Fondation du Qatar.
Il organise des cours de formation pour les médecins en Arménie et aide des médecins arméniens à venir à Londres pour une formation clinique. Il effectue plusieurs chirurgies laparoscopiques à Erevan et fournit aux hôpitaux arméniens du matériel et des kits chirurgicaux .

## Prix et distinctions
En 2002, Darzi est nommé chevalier commandeur de l'Ordre de l'Empire britannique (KBE) pour ses services en médecine et en chirurgie et est créé pair à vie le 12 juillet 2007, en tant que baron Darzi de Denham, de Gerrards Cross dans le comté du Buckinghamshire . Il est nommé au Conseil privé en juin 2009. Darzi est élu membre de la Royal Society en 2013 . En janvier 2014, Darzi reçoit la ceinture qatarie de l'indépendance des mains de l'émir Cheikh Tamim bin Hamad Al Thani en reconnaissance de sa contribution au développement du secteur de la santé du Qatar. Darzi est nommé par le Health Service Journal comme la 38e personne la plus influente du NHS anglais en 2015. Lors des distinctions honorifiques du Nouvel An 2016, il reçoit l'Ordre du Mérite, pour services rendus à la médecine.